# Live for a Dream
Live for a Dream è una raccolta del cantante italiano Pino Scotto pubblicata il 1º aprile 2016.

## Tracce
CD
1. Don't Touch The Kids - 2:48
2. The Eagle Scream - 3:34
3. A Man on the Road - 2:35
4. We Want Live with Rock 'n' Roll - 3:55
5. Easy Way to Love - 5:49
6. Streets of Danger - 4:59
7. Too Young to Die - 3:50
8. Dio del Blues - 4:01
9. Gamines - 3:22
10. Leonka - 4:09
11. Spaces and Sleeping Stones - 4:46
12. Third Moon - 6:00
13. Come noi - 3:30
14. Quore di Rock 'n' Roll - 3:47
15. Morta è la città - 3:56
16. Che figlio di Maria - 4:26
17. Signora del Voodoo - 3:42
18. Angus Day - 3:59

DVD
1. A Man on the Road
2. We Want Live with Rock 'n' Roll
3. Easy Way to Love
4. Streets of Danger
5. Too Young to Die
6. Dio del Blues
7. Gamines
8. Leonka
9. Spaces and Sleeping Stones
10. Third Moon
11. Come noi
12. Quore di Rock 'n' Roll
13. Morta è la città
14. Che figlio di Maria
15. Signora del Voodoo
16. Angus Day